# Diaguita
Diaguita, indijanski narod naseljen u konkvistadorsko doba u sjeverozapadnim argentinskim provincijama Salta, Catamarca, La Rioja i Tucumán, i susjednim provincijama Čilea u provincijama Atacama i Coquimbo. Diaguiti se sastoje od tri glavne grupe Capayanes (Capayana), Quilmes i Calchaqui, čija su se brojna plemena vezivala u konfederacije, ali su ponekada i ratovala međusobno.
Čestmir Loukotka koji je klasificirao njihove jezike i dijalekte nabrojao ih je oko 20.  Jezikom diaguit govorila su mnoga plemena u argentinskoj Catamarci, ali su svi preživjeli već bili kečuanizirani, što navodi  (J.E. Durand 1931).

## Plemena
Grupe plemena i njihovi jezici su:
- dolina Valle de Santa María s plemenima Acalianes, Ingamanas (Incamanas,  Encamanas),Quilmes, Tolombones, Yocaviles, ;
- U području Beléna: Culampajaos, Famaifiles, Hualfines, Quilmes;
- Kod grada Andalgalá plemena: Aconquijas, Andalgalás, Huaschaschis (Huachaschis), Huasanes, Mallis, Tucumangastas(Tucumanahos);
- U području Pomána: Belichas, Colpeños (Colrenos), Mutquines, Palcipas (Paccipas), Pomanes, Sahuiles (Saujiles), Sijanes, ;
- Tinogasta, s plemenima Abaucanes,  Pituiles, Huatungastas, Mayupucas (Mayurucas), Fiambalaos;
- Pleme Choyanos, Provincija Catamarca;
- Valle Viejo: Motimogastas (San Isidro), Polcos (Polcos), Autigastas (Huaycama, Santa Cruz i El Portezuelo);
- U departmanu Fray Mamerto Esquiú: Collagastas, Sitguagastas (El Hueco);
- U departmanu Ambato: Pueblos de Singuil, Colpes, Huaycamas, Pomangastas (La Puerta), Collagastas;
- Departman Paclín: Paquilingastas (Amadores), Yocongastas (Yocán);
- U departmanu Capayán: Conetas, Pueblo de Huillapima, Fachafacha, Pueblo de Ambatagasta, Pueblo de Chumbicha;
- Područje Santa Rosa: Alijilanes (Alijilán) i Ovantas (Bañado de Ovanta);
- Područje Antofagaste: Apatamas.

## Etnografija
Diaguiti su bili ratoboran narod, opisani kao vješti farmeri koji su poznavali tehniku navodnjavanja svojih terasastih polja, a njihove kamene fortifikacije nalazile su se na strateškim položajima, poznate kao pucará. Kuće su bile kamene. Uzgajali su kukuruz i grah, i držali ljame. Hranu su znali konzervirati u skladištiti za duži period. Odjeća je bila vunena, i bojena je prirodnom bojom, dok su na nogama su nosili kožne sandale ushutas ili ojotas (sing. ojota). Lica su bojali i nosili na glavi ornamente od perja, srebra, zlata i kostiju. 

## Povijest
Kultura Diaguita egzistirala je negdje između VIII i XV stoljeća i istovremena je s kulturom plemena Atacameño iz Čilea ,s kojima su po jednoj klasifikaciji jezično činili porodicu Ataguitan, danas nepriznata. Preci argentinskih Diaguita (vidi  Arhivirana inačica izvorne stranice od 6. prosinca 2006. (Wayback Machine)) prelaze Kordiljere u V i VI stoljeću i nastanjuju plodne doline Copiapó, Huasco, Elqui, Limarí i Choapa i zamjenjuju nosioce kulture Molle ,koje je živio između Huasca i Choape. Diaguiti razvijaju svoje arhitekturu i lončariju poznatu po trokutima, cik-cak i ravnim linijama, čija je namjena i za domaću svakodnevnu i za ceremonijalnu i ritualnu upotrebu.
Početak kraja započet će prodorom Inka sa sjevera, koja počinje pod vodstvom njihovog 8. suverena, Viracocha Ince, sina Yahuar Huacaca i oca Pachacuteca. Borbe s Diaguitima, smatra francuski istraživač i arheolog, Bertrand Flornoy, nije bilo. Diaguiti su bili vješti s praćkom i bolom, ali politička organizacija (Jean Descola) 'nije bila izrazita'. -Pod utjecajem Inka, koji su se divili njihovim proizvodima, oni su uskoro kečuanizirani.

## Vanjske poveznice
- Diaguita[neaktivna poveznica]
- Aborígines Diaguitas  Arhivirana inačica izvorne stranice od 9. siječnja 2007. (Wayback Machine)
- Diaguitas  Arhivirana inačica izvorne stranice od 12. studenoga 2006. (Wayback Machine)